# Fráňa Šrámek

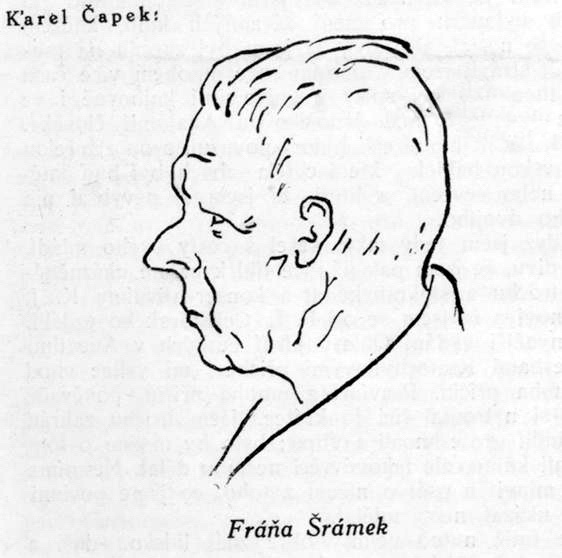
Karikatura Fr. Šrámka od Karla Čapka (1926)

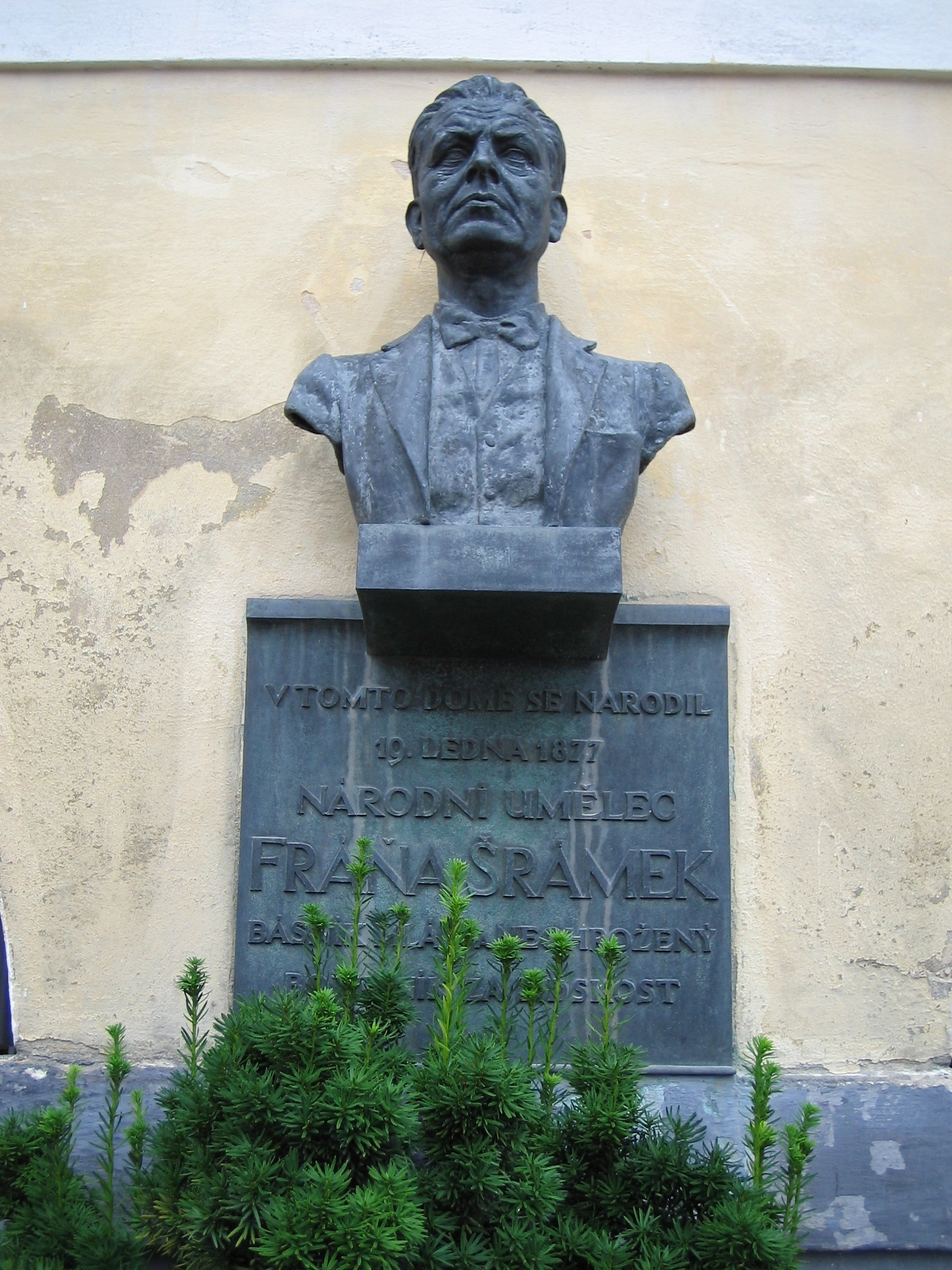
Pamětní deska na rodném domě Fráni Šrámka v Sobotce

Fráňa Šrámek, křtěný František, rodným jménem František Šrámek (19. ledna 1877 Sobotka – 1. července 1952 Praha), byl český básník, prozaik, dramatik a buřič.

## Život
Narodil se v Sobotce, roku 1877 v rodině adjunkta místního berního úřadu Františka Šrámka a jeho ženy Anny rodem Ptáčníkové. Později se s rodiči přestěhoval do Písku, toto město si velmi oblíbil, odehrává se v něm velká část jeho divadelních her a románů. Za svých studentských let bydlel v domě U Koulí č. 131 nedaleko Putimské brány. V roce 1894 se odstěhoval do Roudnice nad Labem, kde dosáhl maturity.
V roce 1903 nastoupil na jednoroční vojenskou službu, která mu byla za trest o rok prodloužena. Zde se již projevily jeho antimilitaristické postoje. V září 1904 vážně onemocněl.
Po skončení vojenské služby začal studovat práva. Studia ukončil v roce 1905 a začal se věnovat literatuře.
Dostal se do Prahy, kde se připojil k časopisu Nový kult, jehož vůdčí osobností byl S. K. Neumann. Redigoval časopis Práce. V roce 1905 byl dvakrát vězněn, za účast na demonstracích a pro antimilitaristickou báseň Píšou mi psaní.
Za první světové války narukoval hned v srpnu 1914 na haličskou frontu. Střet s válečnou realitou byl velmi drsný. Šrámkovy bezprostřední dojmy odráží nejen báseň s lakonickým titulem 30. září 1914, ale třeba také povídka První akt. Už v září 1914 se mu ale podařilo válečné vřavě uniknout, když byl kvůli revmatismu hospitalizován v brněnské nemocnici. V červnu 1915 ale znova narukoval, tentokrát na frontu do Itálie a Rumunska. Onemocněl španělskou chřipkou, nemoc ovšem překonal.
Za druhé světové války na protest proti fašismu nevycházel z domu, o jeho protestu však vědělo málo lidí.
Roku 1946 byl jmenován národním umělcem.
Zemřel 1. července 1952 ve Státním sanatoriu v Praze na Smíchově. Pohřben je ve svém rodném městě Sobotce na soboteckém hřbitově, o kterém napsal jednu ze svých nejznámějších básní Sobotecký hřbitov.

## Dílo
Jeho tvorba byla ovlivněna impresionismem, antimilitaristickými až pacifistickými postoji. F. Šrámek se angažoval v anarchistickém hnutí a stal se významným představitelem tzv. generace anarchistických buřičů.
Všechna jeho díla jsou silně levicová, ovlivněná anarchismem. Jeho díla měla značný vliv na mladou generaci mezi světovými válkami. Některé jeho básně se staly revolučními písněmi proletářů.
Jeho dílo lze rozdělit do těchto základních témat:
1. příroda
2. odpor k válce – svůj vztah k válce žene až k odmítání válek obranných
3. milostný vztah mladých lidí, neschopných se podřídit konvencím

### Básnické sbírky
- Života bído, přec tě mám rád (1905) – vyjádření odporu k militarismu a Rakousku-Uhersku
- Modrý a rudý (1906) – antimilitarismus, vzpoura proti válce, symbolika barev v názvu (modrá barva rakouské uniformy, červená barvou socialismu), obsahuje báseň Raport
- Splav (1916, 1922 v rozšířené verzi s básněmi z války) – milostná a přírodní lyrika s protiválečným podtextem, žena a příroda splývají do jednoho, impresionistická lyrika, senzitivní, plná představ, harmonická, milostná lyrika, nejobyčejnější a nejpřirozenější projevy života. Její součástí je stejnojmenná báseň Splav.
- Nové básně (1928)
- Ještě zní (1933) – zde již životní rezignace, hořkost, loučení
- Rány, růže (1945) – vlastenecké básně, reakce na druhou světovou válku a na osvobození republiky

### Romány
- Stříbrný vítr (1910) – román o mládí a dospívání, autobiografické prvky, impresionistické líčení citové atmosféry, hlavní hrdina Jeník Ratkin se vzpírá tyranskému otci, nerozumí světu dospělých, získává první milostné zkušenosti, zamiluje se do Aničky Karasové – zklamání, Jeník přes veškeré konflikty mládí poznává smysl života, je připraven s ním čestně zápasit a dokázat svůj přerod v muže, druhé přepracované vydání doplněné autorovým doslovem (1921) – vyjádření citů mladé generace (zfilmován Václavem Krškou 1954), tento román je velmi ovlivněn impresionismem.
- Tělo (1919) – román, silně působil na mladou generaci, u kritiky však vzbudil rozporné reakce
- Past (1931)
- Křižovatky (1913) – román, pesimismus, radostnou víru v mládí zastoupila skepse, láska vede ke zklamání

### Povídkové knihy
- Sláva života
- Žasnoucí voják – obyčejný člověk ve válce nic neznamená

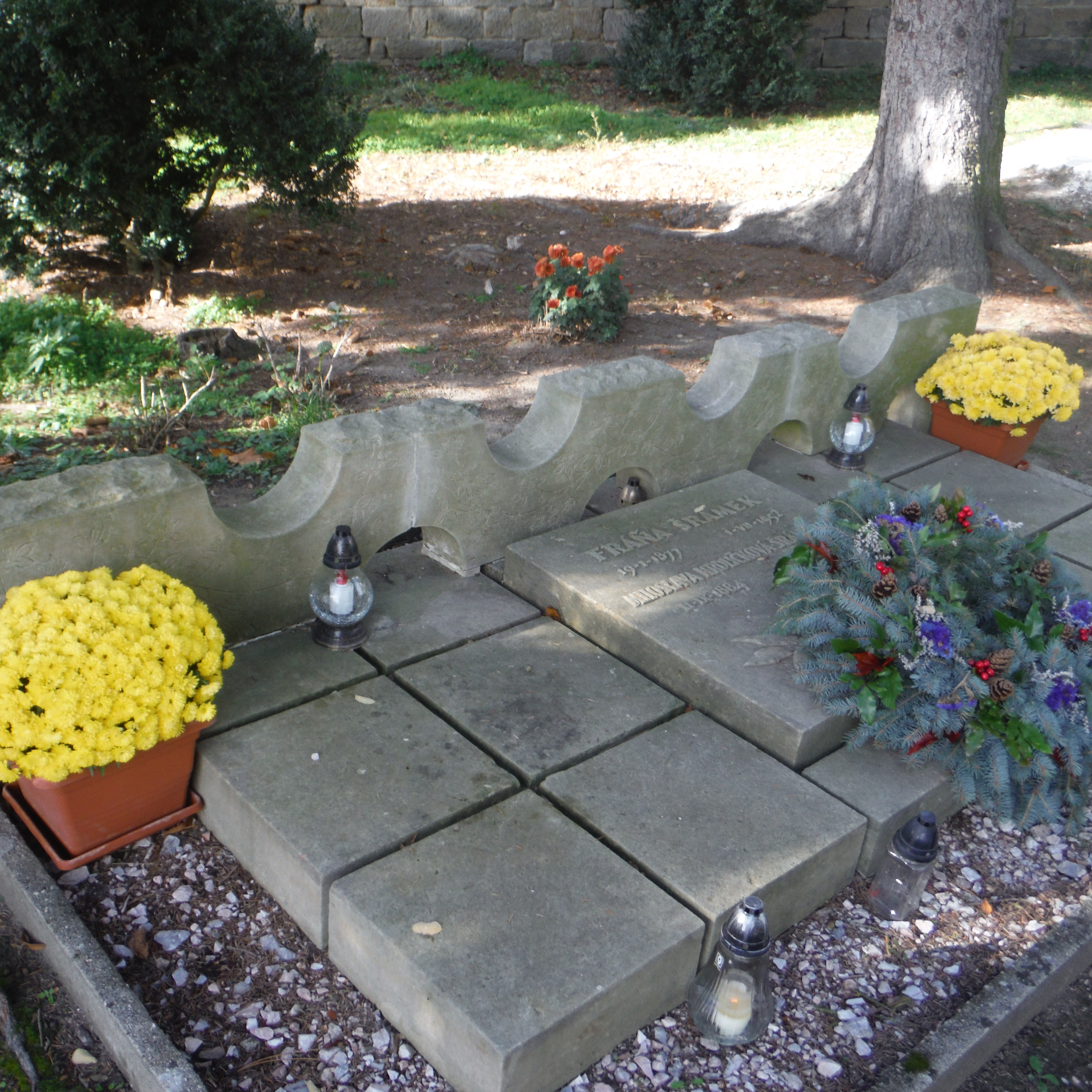
Hrob F.Šrámka na Soboteckém hřbitově

- Osika
- Klavír a housle
- Prvních jednadvacet

### Divadelní hry
- Červen (1905) – impresionistické drama
- Luna
- Zvony
- Léto (1915) – impresionistické divadelní drama. Mladý student se zamiluje do vdané paničky, která se jen předvádí. Je to žena bez morálky a zábran. Student zmoudří a zamiluje se do své vrstevnice Stázie. Autor se zaměřuje na prožitek osob.
- Měsíc nad řekou (1922) – setkání bývalých spolužáků ze studií, zamyšlení nad ztracenými iluzemi mládí, střet starého a nového světa, konflikt mezi generacemi, projev českého impresionismu, zfilmováno Václavem Krškou v roce 1953
- Plačící satyr
- Ostrov velké lásky
- Hagenbek – satira na konec Rakouska-Uherska
- Dvě království – O dozrání Duby Ortové v ženu v jednom studentském pokoji. Nedbá výchovy rodičů a vzdá se muži, kterého má ráda.
- Pravda

### Překlady
- Anatole France: Zločin Sylvestra Bonnarda, Praha 1926

## Odraz v kultuře

### Filmové adaptace
Jeho dílem byl silně ovlivněn režisér Václav Krška, který vytvořil úspěšné filmové adaptace divadelní hry Měsíc nad řekou (1953) a Stříbrný vítr (1954).

### Připomínky a pomníky
Na jeho počest se každoročně koná festival českého jazyka, řeči a literatury Šrámkova Sobotka a celostátní přehlídka experimentujícího divadla Šrámkův Písek. V Sobotce je provozováno Muzeum Fráni Šrámka, které kromě jiného spravuje jeho osobní archiv. V Písku je po něm pojmenováno divadlo.
Na jeho rodném domě je umístěna busta od K. Vobišové-Žákové a pamětní deska, v Sobotce má ještě samostatně stojící pomník v parčíku, kde se sbíhají ulice Na Benešově a Spyšovská, od téže sochařky. Na pražském Smíchově je po něm pojmenována ulice a v ní na domě č. 2302 je umístěna pamětní deska s plastikou od J. Hány. V Písku je po něm pojmenována ulice a v ní na domě č. 131 je umístěna pamětní deska.
Jeho verš z básně Raport je použit na pomníku padlým koním na slavkovském bojišti.